# Swaton
Swaton är en ort och civil parish i Storbritannien.   Den ligger i grevskapet Lincolnshire och riksdelen England, i den sydöstra delen av landet, 160 km norr om huvudstaden London. Swaton ligger 12 meter över havet och antalet invånare är 184.
Terrängen runt Swaton är platt. Runt Swaton är det ganska tätbefolkat, med 96 invånare per kvadratkilometer. Närmaste större samhälle är Spalding, 18,7 km sydost om Swaton. Trakten runt Swaton består till största delen av jordbruksmark.